# Ушишир
Ушиши́р (ранее также Усишир, Ушисир и Усысыр; на российской карте 1745 года — Козелъ и Коза) — острова средней группы Большой гряды Курильских островов. Состоят из двух островов — Рыпонкича на северо-востоке и Янкича на юго-западе. Административно входят в Северо-Курильский городской округ Сахалинской области. В настоящее время необитаемы, хотя в прошлом на них постоянно проживали и вели хозяйственную деятельность айны.

## Название
Ушишир значит «бухты земля», так как на крупнейшем из островов Ушишир имеется очень своеобразная бухта, образовавшаяся в кратере погасшего вулкана.

## География
Состоят из двух крупных островов — Рыпонкича и Янкича — и прилегающих к ним скал. Общая площадь около 5,08 км². Длина береговой линии составляет 11,5 км. Количество ландшафтных контуров на небольшом архипелаге достигает 9. Острова покрыты стланиками и океаническими лугами. На острове Янкича расположен действующий вулкан Ушишир высотой 388 м. Фумаролы и термальные источники (в прошлом — священные места живших здесь айнов), гейзеры. Воды термальных источников архипелага содержат стронций, а значит потенциально интересны для металлургической промышленности, медицины и других областей. Отделены проливом Рикорда от острова Кетой, расположенного в 26 км юго-западнее. В непосредственной близости (нескольких километрах) к северо-востоку от островов Ушишир расположены острова Среднего.

## История
Остатки жилищ айнов обнаружены на склонах бухты Янкича. Остров обычно навещался другими айнами летом и до принятия ими православия считался священным: согласно поверьям именно здесь обитал дух бога грома (айнского аналога Перуна).
Исследователь Д.М. Позднеев говорит об айнском происхождении названия островов Ушишир, ссылаясь на легенду: «В глубокой древности этих островов не было. Но их создал бог грома Каннан-камуй, заставивший их упасть с неба. Поэтому острова эти называют также Камуи кару мосири, т.е. «острова, созданные богом».
Русские исследователи начала XVIII века засвидетельствовали постоянное проживание на архипелаге айнов, которые приняли православие и усвоили русский язык к 1734 году.

### В Российской Империи
К 1736 году архипелаг, как и все острова до Итурупа, стал частью Российской империи, а населявшие их жители — её подданными, которые платили в российскую казну налог.

В 1760-х посланник камчатской администрации сотник Иван Чёрный заложил традицию порядкового исчисления островов и кучно расположенных субархипелагов Курильской гряды от Камчатки до Японии. Поэтому во времена гидрографических описаний конца 18 — начала 19 века архипелаг (вкупе с группой островов Среднего) также имел номерное обозначение в составе Курильской гряды — Четырнадцатый. Российский мореплаватель Василий Головнин считал такое объединение в восприятии географических объектов (Ушишира и Среднего), закреплённое впоследствии под одним «номерным» названием, урочищем местных «курильцев и русских»:
…остров Среднего, почти соединенный с Ушисиром грядою надводных и подводных каменьев, они не считают особым (то есть отдельным от Ушисира) островом.
Остров описан под названием Усасыр или Ушишир у Г.И. Шелихова в его «Путешествии г. Шелехова с 1783 по 1790 год из Охотска по Восточному Океану к Американским берегам...»:

Усасыр или Ушишир остров, отделяется от третьегонадесять проливом около 17 верст; длины и ширины имеет по 25 верст, и состоит из двух небольших островков; берега перьвого состоят из утесов на подобие яру, а поверьхность оного ровное место с увалами, где местами ростет всякая трава; по средине оного ростет довольно Морошки; зверей не водится ни каких. Другого острова за проливом, прилегший к проливу конец низок и травянист, а потом начинаются высокие хребты, с Восточной и Северной стороны утесы, а местами кекуры, с Полуденной стороны в остров прошел залив на подобие круглого озера; по средине залива два не большие острова с сопками, а в самом устье залива состоит большой кекур. На сем острове между прочими травами есть и высокая трава с большим листом, сладкая, Шеламойник, Кутагарник, Кислица и разные Сараны. Берег вокруг залива песчаной, и как близь оного, так и близь морского берега бьют горячие и кипящие ключи друг возле друга; близь больших ключей яр высокой, где сера горючая и селитра накапливаяся отламывается большими глыбами, и по берегу валяется в великом количестве. Остров сей безлесен, а вокруг гор и хребтов по низким местам разных морских птиц плодится великое множество, как то: Ары, Глупыши, топорки, Урилы, Курукуры, Турутуры, разные Чайки, серые гуси и величиною с Косаточку птичка, с сероватыми на крыльях и спине перьями, белым брюхом, и кривым носом, называемая Кагарка. Курильцы с разных островов для промыслу их приезжают в летнее время и живут до осени; на промышлявши же их сушат, а из Глупышей вываривают жир.
Симодский трактат 1855 года признал права Российской империи на архипелаг, однако в 1875 году он, как и все находившиеся под российской властью Курилы, был передан Японии в обмен признание российских прав на Сахалин.

### В составе Японии
В 1875—1945 гг. субархипелаг принадлежал Японии.
Согласно административно-территориальному делению Японии Ушишир стал относиться к уезду (гуну) Симусиру (т.е. Симушир в японском произношении), который охватывал не только сам Симушир, но и все острова на север до Райкоке. Уезд в свою очередь входил с 1876 по 1882 год в состав провинции Тисима под управлением Комиссии по колонизации Хоккайдо; с 1882 до 1886 года — в состав префектуры Нэмуро, после — префектуры Хоккайдо.

### В составе СССР/РСФСР-России
В 1945 году по итогам Второй мировой войны архипелаг перешёл под юрисдикцию СССР.
2 февраля 1946 года включён в состав Южно-Сахалинской области.
2 января 1947 года включён в состав Сахалинской области РСФСР.
С 1991 года в составе России, как страны-правопреемницы СССР.

### Особая позиция Японии по территориальной принадлежности субархипелага
Используя в территориальном споре с Россией фактор Сан-Францисского мирного договора 1951 года, который не был подписан СССР, японское правительство, тем не менее, опирается на те варианты толкований договоренностей между союзниками — СССР, США, Великобританией и Китаем — которые подкрепляют японскую позицию. В частности, поскольку в Сан-Францисском договоре не оговаривается, в пользу какого государства Япония отказывается от своих прав на Курилы, принадлежность субархипелага, по мнению японского правительства, до сих пор не определена, а за Россией признаётся лишь «фактический контроль».

## Флора и фауна
На архипелаге учтено 230 видов сосудистых растений. Многочисленные гнездовья птиц (кайры, глупыши, чайки, тупики, бакланы, утки). Из интересных/редких видов птиц здесь гнездятся малая конюга, большая конюга и конюга-крошка. На острова были завезены песцы, в японское время действовал питомник. В настоящее время они многочисленны.
В конце 1980-х экспедиция Института биологии моря выяснила, что на острове Янкича, самом крупном во всём субархипелаге Ушишир, в бухте Кратерная, представляющей собой затопленную кальдеру вулкана Ушишир,  существует уникальная природная система. Помимо фотосинтеза в ней идут ещё два способа преобразования энергии — хемосинтез и метанотрофия.